# モリー・チーク
モリー・チーク（Molly Cheek、1950年3月2日 - ）は、アメリカ合衆国の女優。1999年の映画アメリカン・パイとその続編で、主人公ジム・レヴェンシュタインの母親役を演じた。

## 出演作品
- New Girl / ダサかわ女子と三銃士 シーズン2
- スペル
- アメリカン・ホストクラブ
- WITHOUT A TRACE/FBI 失踪者を追え! シーズン5
- 最後に恋に勝つルール
- コールドケース　迷宮事件簿
- アメリカン・パイ3:ウェディング大作戦
- アメリカン・サマー・ストーリー
- アメリカン・パイ
- スモーク・シグナルズ
- ボディ・バッグス
- パープル・ピープル・イーター
- 待ち伏せ/ミッドナイト・キル
- リトル・フレンド
- セント・エルスウェア シーズン1
- 天使を見つけた!
- マーク!アイ・ラブ・ユー
- 愛は陽炎のように